# Filippo Falco
Filippo Falco (n. 11 februarie 1992, Pulsano, Apulia, Italia) este un fotbalist italian liber de contract, care joacă pe post de extremă. Pe plan internațional, are prezențe la națională pentru Italia U20⁠(d).